# Dale Hennesy
Dale Hennesy (24 de agosto de 1926 — 20 de julho de 1981) foi um diretor de arte estadunidense. Venceu o Oscar de melhor direção de arte na edição de 1967 por Fantastic Voyage, ao lado de Jack Martin Smith, Walter M. Scott e Stuart A. Reiss.